# Bożniewice (województwo zachodniopomorskie)
Bożniewice – osada w Polsce położona w województwie zachodniopomorskim, w powiecie koszalińskim, w gminie Bobolice.
W latach 1975–1998 miejscowość administracyjnie należała do województwa koszalińskiego.
W miejscowości Bożniewice znajduje się zespół dworski z połowy XIX w., który został przebudowany na początku XX w. dla Carla von Wenden. Na północny zachód od dworu rozciąga się 4,5-hektarowy park z poł. XIX w.
Bożniewice położone są w cichej i spokojnej okolicy, otoczonej lasami, zbiornikami wodnymi, co sprawia, że są idealnym miejscem do wypoczynku.